# Renedo de Esgueva
Renedo de Esgueva est une commune de la province de Valladolid dans la communauté autonome de Castille-et-León en Espagne.

## Sites et patrimoine
Les édifices les plus caractéristiques de la commune :

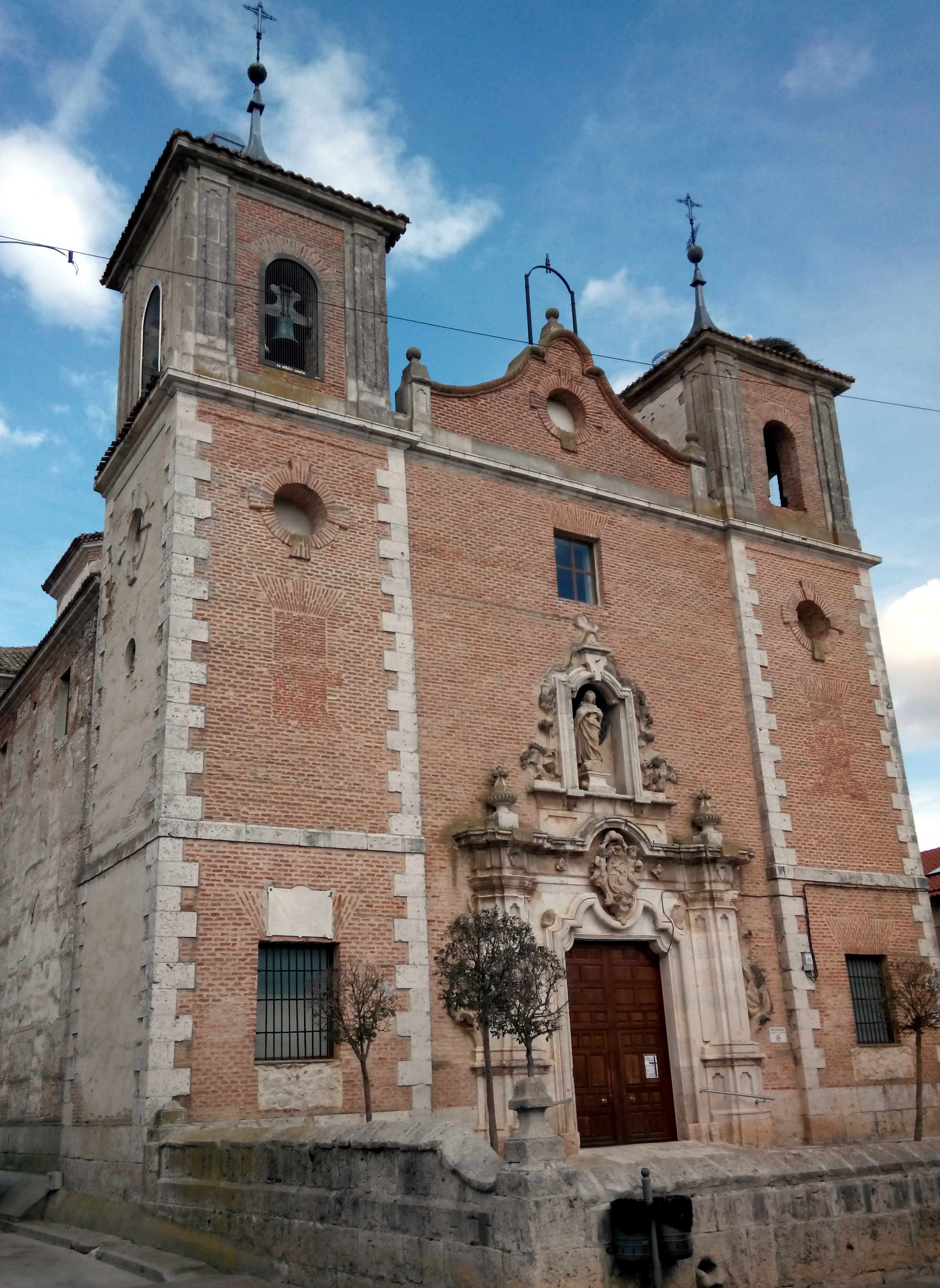
Église de la Purísima Concepción.
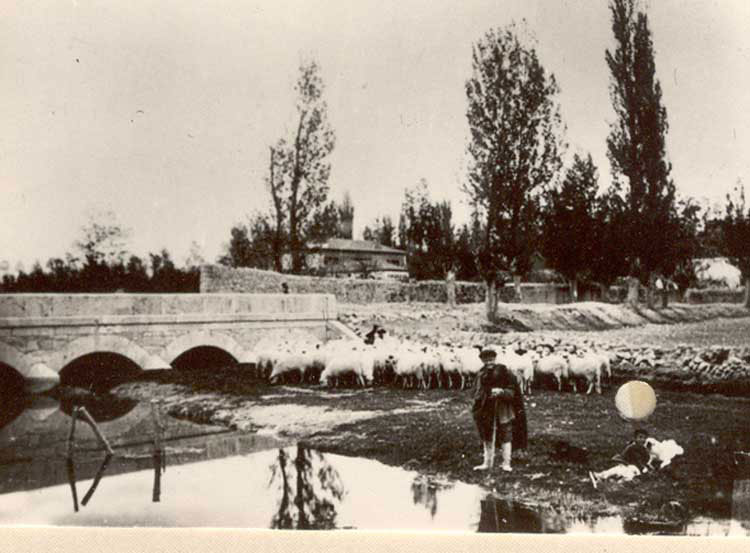
Porte de pierre.

- Église de la Purísima Concepción.
- Vue de Renedo de Esgueva.
Fondation Joaquín Díaz.